# Kamienica Braci Dawida i Lejba Klajmanów
Kamienica Braci Dawida i Lejba Klajmanów – modernistyczna kamienica znajdująca przy al. Kościuszki 56 w Łodzi.

## Historia
Projekt kamienicy dla Dawida i Lajby Klajmanów został przedstawiony w urzędzie miasta do zatwierdzenia w 1936. Obaj byli właścicielami fabryki wyrobów włókienniczych, której siedziba mieściła się przy ul. Piotrkowskiej 54 w Łodzi. Na początku 1939 Klajmanowie wystąpili o potwierdzenie zakończenia robót budowlanych. Autorem projektu architektonicznego kamienicy był Witold Szereszewski.
Budynek wpisany jest do gminnej ewidencji zabytków miasta Łodzi pod numerem 479.

## Architektura
Obiekt zlokalizowano we wschodniej pierzei al. Kościuszki. Obie ściany szczytowe (północna i południowa) pozostają odsłonięte. Rzut założony na planie z prostokąta, z dwoma pseudoryzalitami, zarówno od strony frontowej, jak i dziedzińcowej oraz ryzalitem na planie półkola z klatką schodową od podwórza. W strefie skrajnej, wzdłuż północnej ściany szczytowej, znajduje się brama, natomiast wejście frontowe w osi środkowej.
Budynek składa się z czterech pięter, częściowo użytkowego poddasza, a także piwnicy. Dachy posiadają niewielki kąt nachylenia połaci. Elewacja frontowa z pięcioma osiami, zakomponowana symetrycznie. Wejście w osi głównej podkreślono dwiema granitowymi półkolumnami, płaskim daszkiem i belką nadprożową z trzema prostokątnymi otworami. Powyżej wejścia umieszczono wielopolowe okno typu „termometr”, które doświetla klatkę schodową.
Przejazd bramny jest zamknięty wrotami o dwóch skrzydłach. Parter obłożono płytami z polerowanego granitu. Powyżej, w osiach skrajnych, umieszczono balkony o zaokrąglonych, od strony osi głównej, płytach i częściowo ażurowych, częściowo pełnych balustradach. Poddasze, w wyższej części centralnej, doświetlono siedmioma niewielkimi oknami, rozdzielonymi granitowymi półkolumienkami. Pozostałe okna natomiast posiadają strukturę jednopoziomową, czterodzielną. Fasadę obłożona powyżej parteru płytami z polerowanego piaskowca i zwieńczono gzymsem uskokowym. Elewacja dziedzińcowa wschodnia oblicowana w całości żółtą cegłą klinkierową.
W kamienicy mieści się 10 mieszkań o powierzchniach użytkowych ok. 130 m².